# Liste der Baudenkmäler in Oberaußem
Die Liste der Baudenkmäler in Oberaußem enthält die denkmalgeschützten Bauwerke auf dem Gebiet von Bergheim-Oberaußem in Nordrhein-Westfalen (Stand: April 2010). Diese Baudenkmäler sind in der Denkmalliste der Stadt Bergheim eingetragen; Grundlage für die Aufnahme ist das Denkmalschutzgesetz Nordrhein-Westfalen (DSchG NRW).

| Bild           | Bezeichnung                                | Lage                                  | Beschreibung | Bauzeit                | Denkmal- nummer | Eintragung Aktenzeichen |
| -------------- | ------------------------------------------ | ------------------------------------- | --- | ---------------------- | --------------- | ----------------------- |
| weitere Bilder | Wegekapelle Abtshof                        | Alpenstraße/Ecke Fortunastraße Lage   | Kleine, verputzte, satteldachgedeckte Wegekapelle mit rundbogiger Öffnung in 3-fach gestuftem Gewände; beidseitig durch rundbogige Fenster beleuchtet, an der Rückwand ein Altar, als dessen Bekrönung ein farbig gefasstes, 40 cm hohes Sandsteingrab- oder Wegekreuz des 18. Jh. verwendet wurde. | 1910 / um 1950         | 248             | 3. Jan. 1997 AZ: 158    |
| weitere Bilder |                                            | Büsdorfer Straße 6b Lage              | Kleines landw. Anwesen, heute aus einem traufständig zur Straße liegenden, 2-geschossigen Backsteinwohnhaus und einem giebelständig parallel dazu angeordneten, 1-geschossigen Backsteinwirtschaftsgebäude bestehend | Um 1880                | 207             | 7. Aug. 1995 AZ: 272    |
| weitere Bilder | Abtshof                                    | Fortunastraße 28/30 Lage              | Ehemaliger Hof der Reichsabtei Kornelimünster, 1396 als Aussemerhof erstmals erwähnt; im 19. Jh. geteilt; repräsentativer, nachträglich geteilter Vierkanthof aus Backstein, Straßenfront symmetrisch gestaltet durch das mittige, 2-geschossige Backsteinwohnhaus, flankiert von 1-geschossigen Wirtschaftsbauten, beide mit korbbogigen Durchfahrten. | 18. Jahrhundert        | 164             | 1. Feb. 1994 AZ: 265    |
| Wegekreuz      | Wegekreuz                                  | Friedhofstraße Lage                   | Auf wahrscheinlich altem Sandsteinsockel ein in die Mauer integrierter Aufsatz mit Betonrahmen und Sandsteinfüllung; darüber ein etwa 60 cm hohes Kruzifix mit geschweiften Balkenenden und reliefiertem Korpus aus Sandstein. | 18. Jahrhundert        | 61              | 14. Mai 1990 AZ: 121    |
| weitere Bilder | Fleurshof                                  | In der Mitte 16 Lage                  | Großer Backsteinvierkanthof in Einzellage; Wohnhaus traufständig zur Straße in der Mitte eine Seite des Gevierts liegend, 2-geschossig. Beidseitig 5-achsig, mit nahezu rechteckigen Fenstern und traufseitigen Mitteleingängen | 1841                   | 109             | 26. Juni 1992 AZ: 195   |
| weitere Bilder | Reste einer Windmühle                      | Oberaußem Lage                        | Mühlenstumpf; Bei der ehemaligen Turmmühle handelt es sich um einen konischen Rundbau aus Backstein, der Anfang des 19. Jahrhunderts erbaut wurde. Das Tor und die Fenster sind vermauert. Die Haube ohne Windmühlenflügel wurde erneuert. Über dem einstigen Tor befindet sich eine Sandsteintafel mit Inschrift. | Beginn 19. Jahrhundert | 17              | 21. Juli 1987 AZ: 74    |
| Wegekreuz      | Wegekreuz                                  | Theodor Bondü-Platz Lage              | Auf gestuftem Sockel hochrechteckiger Schaft mit Inschriftfeld, darüber Aufsatz mit Sakramentskonsole und Muschelnische, darüber Kruzifix mit reliefierten Leidenssymbolen, etwa 3 m hoch, Material Sandstein. | 1776                   | 60              | 14. Mai 1990 AZ: 122    |
| weitere Bilder | Hofkreuz                                   | Vinzentiusstraße 3 Lage               | An der Ecke einer 1807 inschriftlich datierten, stark veränderten Hofanlage, vergitterte Nische mit Kruzifix mit Holzkorpus, Korpus Qualitätsarbeit des 18. Jahrhunderts. | 1807                   | 228             | 15. März 1996 AZ: 276   |
| weitere Bilder |                                            | Zur Ville (früher Bahnstraße) 21 Lage | Kleines, ländliches Wohnhaus mit Wirtschaftsgebäude; Wohnhaus 1 ½ -geschossig; Backstein, giebelständig zur Straße liegend, mit abgesetztem, verputztem Sockel, darin die Kellerfenster freiliegend; alle Fensteröffnungen stichbogig, Eingang an der hofseitigen Traufseite, Gliederung der Fassade durch Absetzungen in gelbem Ziegelmaterial, oberhalb der Stürze der Fenster, als Geschosstrennungsgesims mit dazwischenliegenden, hochkant vermauerten Backsteinen und als Rautenmuster am Giebel; im Mauerwerk des Giebels Ausbesserungen sichtbar; parallel dazu ein eingeschossiges Backsteinwirtschaftsgebäude, durch ein hölzernes Hoftor mit dem Wohnhaus verbunden. | Um 1880                | 178             | 28. Juni 1994 AZ: 277   |
| weitere Bilder | Katholische Pfarrkirche St. Vinzentius     | Lage                                  | Kath. Pfarrkirche St. Vinzentius Oberaußem, inkl. Historische Ausstattung. Architekt August Lange; 3-schiffige Backsteinbasilika mit eingestelltem, 4-seitigem Westturm mit 8-seitiger, verschieferter Haube und 5-seitig geschlossenem Chor; | 1878–81                | 150             | 8. Nov. 1993 AZ: 232    |
| weitere Bilder | Friedhof auf dem Tonnenberg                | Friedhofstraße Lage                   | Großer Friedhof; ältester Teil Ende 19. Jh. mit Backsteinumfriedung, 1. Erweiterung um 1910, weitere Erweiterungen in jüngster Zeit; Erweiterung von 1910 mit verputzter Mauer und großem, repräsentativem Eingangstor mit schmiedeeiserner Vergitterung, dazu ein Geräteschuppen aus Backstein mit Walmdach und sehr breitem Zwerchgiebel. |                        | 234             | 11. Juli 1996 AZ: 273   |
| weitere Bilder | Katholische Pfarrkirche Oberaußem/Kirchhof | Lage                                  | Auf dem Kirchhof an der Kath. Pfarrkirche St. Vinzentius in Oberaußem befindet sich ein Denkmal für die Umsiedlung des Ortes Fortuna durch die Braunkohlenwerke. Für die abgebrochene Kirche des Ortes wurde der Rest des verschieferten Turmes mit geschweifter Haube über dem 8-seitigen Aufsatz denkmalartig aufgestellt. Am Turmrest erkennt man eine Gedenktafel mit folgender Inschrift: „Der Glockenturm stammt von der St. Barbarakirche in Fortuna. Diese Kirche wurde 1923 erbaut und 1983 durch den Braunkohlentagebau abgebrochen.“ |                        | 236             | 13. Sep. 1996 AZ: 275   |